# Planchonella cinerea
Planchonella cinerea là một loài thực vật có hoa trong họ Hồng xiêm. Loài này được (Pancher ex Baill.) P.Royen miêu tả khoa học đầu tiên năm 1957.